# Veritatis splendor
Veritatis splendor (La splendeur de la vérité) est une encyclique du pape Jean-Paul II publiée le 6 août 1993. Elle commence ainsi : Veritatis splendor in omnibus Creatoris operibus effulget, praesertim vero in homine facto ad imaginem et similitudinem Dei (La splendeur de la vérité brille dans toutes les œuvres du Créateur et surtout, en vérité,  dans l'Homme fait à l'image et à la ressemblance de Dieu).
Cet extrait de la Genèse (Gn 1, 26) affirme que la vérité éclaire l'intelligence et donne sa forme à la liberté de l'homme qui, de cette façon, est amené à connaître et à aimer le Seigneur. C'est dans ce sens que prie le psalmiste : « Fais lever sur nous la lumière de ta face » (Ps 4, 7) ».
Cette encyclique accorde une grande importance à la notion de conscience, non pas purement individuelle mais prise dans un contexte plus global : « Le droit à la liberté religieuse et au respect de la conscience dans sa marche vers la vérité est toujours plus ressenti comme le fondement des droits de la personne considérés dans leur ensemble » (no 53).

## Contexte de parution de l'encyclique
L'encyclique du pape est publiée après la chute du mur de Berlin en 1989 et la fin du communisme, dans une époque de changement important au niveau politique mais aussi idéologique dans lequel on voit poindre l'apogée du capitalisme individualiste. Le Nouvel Observateur affirmera même le 21 octobre 1993, après la publication de Veritatis Splendor qu'« Après avoir porté les coups les plus terribles au totalitarisme communiste, Jean-Paul II est devenu le seul adversaire sérieux de l'esprit capitalo-individualiste de notre temps ». L'encyclique du pape, critiquée par certains, tente donc de repenser la morale à l'aube du XXe siècle. Le cardinal Ratzinger, à l'occasion de sa présentation de l'encyclique Veritatis Splendor le 5 octobre 1993, résume l'enjeu de cette encyclique : « La question morale est manifestement plus que jamais une question de vie ou de mort pour l'humanité. Dans la civilisation uniformément techniciste qui s'est étendue désormais au monde contemporain tout entier, les anciennes certitudes morales, que soutenaient jusqu'ici les grandes cultures particulières, sont largement détruites ». Le pape a ainsi voulu reformuler les notions de Bien et de Mal.
Cette encyclique apparaît tardivement dans le pontificat de Jean-Paul II, alors même que l'encyclique était annoncée depuis 1er août 1987, celui-ci le justifie dans l'introduction (§ 5) : « Si cette encyclique, attendue depuis longtemps, n'est publiée que maintenant, c'est notamment parce qu'il est apparu opportun de la faire précéder du Catéchisme de l'Église catholique, qui contient un exposé complet et systématique de la doctrine morale chrétienne. (...) L'encyclique se limitera à développer quelques questions fondamentales de l'enseignement moral de l'Église, en pratiquant un nécessaire discernement sur des problèmes controversés entre les spécialistes de l'éthique et de la théologie morale ». Le Catéchisme de l'Église catholique publié en 1992 et l'encyclique Veritatis Splendor semblent donc entrer dans une même logique.
L'encyclique de Jean-Paul II est publiée presque jour pour jour après son 15e anniversaire de pontificat, et c'est la dixième encyclique du pape. Elle obtient un grand succès avec plus de 200 000 exemplaires vendus les deux premières semaines après publication en France.

## Principales idées développées
Plusieurs idées sont développées dans cette encyclique, mais les principales sont en lien avec, d'une part, la vision chrétienne de la vie morale, et d'autre part, le rôle et la place des théologiens dans le système d'enseignement de l'Église catholique. Concernant le premier point, on peut dire que la vie morale, selon la vision catholique, doit être en conformité avec la vérité divine. Or cette vérité est celle enseignée par Dieu à travers ses prophètes (Ancien Testament), le Christ et les Apôtres (Nouveau Testament) et la Tradition de l'Église. C'est cette vérité qui aide à répondre aux questions existentielles : « Que dois-je faire ? », « Comment discerner le bien du mal ? ». Elle est la lumière qui éclaire tout homme et sanctionne ses actions. Elle appelle à considérer tout être humain comme créé à l'image et à la ressemblance de Dieu. Plus encore, elle appelle à considérer toute relation interpersonnelle à partir de ce préalable. Ce n'est qu'en se fondant sur la vérité de Dieu que l'homme peut comprendre qui il est, d'où il vient et où il va, puisque en réalité, « le mystère de l'homme ne s'éclaire vraiment que dans le mystère du Verbe incarné » (V.S. 2). 
Concernant le second point, on peut dire que le pape, tout en reconnaissant le rôle indiscutable que jouent les théologiens dans la propagation de l'enseignement de l'Église, a voulu repréciser la manière dont ils peuvent mieux assumer ce rôle pour un résultat plus efficient. En effet, certains théologiens se sont écartés de l'orthodoxie de l'enseignement ecclésial en répandant « certaines interprétations de la morale chrétienne qui ne sont pas compatibles avec la "saine doctrine" » (2 Tm 4, 3), (V.S. 29). Ce faisant, ils ont falsifié la compréhension que les fidèles pouvaient en avoir et les ont poussés à perdre le sens de la transcendance. D'où l'interpellation qui leur est faite de développer et exposer leurs enseignements en se fondant sur les principes et les bases édictés par le Magistère de l'Église.

## Plan de l'encyclique
Introduction
- Jésus-Christ, lumière véritable qui illumine tout homme
- L'objet de la présente encyclique

Chapitre I - « Maître, que dois-je faire de bon » (Mt 19, 16)
- Le Christ et la réponse à la question morale
- « Un homme s'approcha... » (Mt 19, 16)
- « Maître, que dois-je faire de bon pour obtenir la vie éternelle ? » (Mt 19, 16)
- « Un seul est le Bon » (Mt 19, 17)
- « Si tu veux entrer dans la vie, observe les commandements » (Mt 19, 17)
- « Si tu veux être parfait » (Mt 19, 21)
- « Viens, suis-moi » (Mt 19, 21)
- « Pour Dieu tout est possible » (Mt 19, 26)
- « Et voici que je suis avec vous pour toujours jusqu'à la fin du monde » (Mt 28, 20)

Chapitre II - « Ne vous modelez sur le monde présent » (Rm 12, 2) – 
- L'Église et le discernement sur certaines tendances de la théologie morale actuelle
- Enseigner ce qui est conforme à la saine doctrine (cf. Tt 2, 1).
- « Vous connaîtrez la vérité et la vérité vous libérera » (Jn 8, 32)

I. La liberté et la loi
- « De l'arbre de la connaissance du bien et du mal, tu ne mangeras pas » (Gn 2, 17)
- Dieu a voulu laisser l'homme « à son conseil » (Si 15, 14)
- Heureux l'homme qui se plaît dans la Loi du Seigneur (cf. Ps 1, 1-2)
- « Ils montrent la réalité de la Loi inscrite en leur cœur » (Rm 2, 15).
- « Mais dès l'origine il n'en fut pas ainsi » (Mt 19, 8)

II. La conscience et la vérité
- Le sanctuaire de l'homme
- Le jugement de la conscience
- Chercher la vérité et le bien

III. Le choix fondamental et les comportements concrets
- « Que cette liberté ne donne pas prétexte à satisfaire la chair » (Ga 5, 13)
- Péché mortel et péché véniel

IV. L'acte moral
- Téléologie et téléologisme
- L'objet de l'acte délibéré
- Le « mal intrinsèque » : il n'est pas licite de faire le mal en vue du bien (cf. Rm 3, 8)

Chapitre III - « Pour que ne soit pas réduite à néant la Croix de Christ » (1 Co 1, 17) 
- Le bien moral pour la vie de l'Église et du monde
- « C'est pour que nous restions libres que le Christ nous a libérés » (Ga 5, 1)
- Marcher dans la lumière (cf. 1 Jn 1, 7)
- Le martyre, exaltation de la sainteté inviolable de la Loi de Dieu
- Les normes morales universelles et immuables au service de la personne et de la société
- La morale et le renouveau de la vie sociale et politique
- La grâce et l'obéissance à la Loi de Dieu
- La morale et la nouvelle évangélisation
- Le service des théologiens moralistes
- Nos responsabilités de pasteurs

Conclusion